# Ерик XII
Вижте пояснителната страница за други личности с името Ерик.
Ерик XII Магнусон (на шведски: Erik Magnusson; 1339 – 1359) е крал на Швеция от 1356 до 1359 г.

## Живот
Той е по-големият син на крал Магнус VII Ейриксон и неговата съпруга Бланш дьо Намюр.
През 1343 г. било определено той да стане крал на Швеция след смъртта на Магнус Ейриксон, а неговият брат Хокон VI Магнусон да наследи Норвегия. Но докато Хокон наистина започва да управлява Норвегия от 1355 г., то Ерик не получава такава възможност и не заема никакво място в Шведския държавен съвет, поради което през същата 1355 г. оглавява размирици срещу баща си и в крайна сметка през 1357 г. баща му е принуден да му отстъпи Южна Швеция и Финландия.
През 1359 г. баща и син се помиряват и Швеция отново е обединена под общо управление. Това продължава до смъртта на Ерик само няколко месеца по-късно на 21 юни 1359 г. Умирайки Ерик обвинява майка си Бланш дьо Намюр, че го е отровила. Съвсем скоро след Ерик умира и неговата съпруга Беатриса Баварска (на 25 декември 1359 г.), както и двете им невръстни деца. Прието е да се смята, че всички те са починали от чумната епидемия.